# Draconarius labiatus
Draconarius labiatus là một loài nhện trong họ Amaurobiidae.
Loài này thuộc chi Draconarius. Draconarius labiatus được miêu tả năm 1998 bởi Jia-Fu Wang & Ono.